# Trnoštítec horský
Trnoštítec horský (Tragosoma depsarium) je druh brouka z čeledi tesaříkovitých. V Česku je kriticky ohrožený, vyskytuje se pouze na Šumavě a v Novohradských horách, dříve také v Beskydech. Svým vývojem je vázán na tlející dřevo jehličnanů, převážně borovic. Dospělci se vyskytují od června do srpna.
Délka dospělce je 16–35 mm, má celkově rezavohnědé zbarvení a poměrně drobný štít s rezavým ochlupením. Samci mají delší tykadla než samice.

## Rozšíření a biotop
Jedná se o palearktický druh s výskytem v Evropě a na Sibiři, ale všude je spíše vzácný, v izolovaných populacích. V Evropě je zřejmě nejběžnější ve Švédsku, v Alpách, Pyrenejích, Karpatech, horách Balkánského poloostrova a v evropské části Ruska. Velikost Sibiřských populací není známa.
Vyskytuje se v neudržovaných jehličnatých porostech s dostatkem mrtvých, rozkládajících se stromů. Jedná se tedy buď o porosty pralesního typu, nebo o člověkem založené, ale dále neudržované lesy.

## Způsob života a vývoj
Larvy trnoštítce horského se vyvíjí v mrtvém rozkládajícím se dřevě obvykle padlých stromů, někdy také ve starých pařezech. Živným dřevem je borovice, při nedostatku vhodného dřeva se mohou vyvíjet i ve smrku nebo modřínu, ale tam se snižuje úspěšnost vývoje. Ve dřevě vykusují až 20 mm široké chodby vyplněné vyhlodanou drtí. Důležitým faktorem pro úspěšný vývoj je vhodná vlhkost, ačkoli larvy dovedou nějakou dobu přečkat i v suchém dřevě. Vývoj trvá tři roky nebo více. Larva před kuklením vykouše výletový otvor, kde nechává jen tenkou krycí vrstvu dřeva nebo kůry, a poté se kuklí ve vyhlodané komůrce ve dřevě. Vylíhlý dospělec poté prohryže zbylou část dřeva a opouští strom nebo pařez výletovým otvorem.
Dospělci jsou k vidění od června do srpna. Přes den jsou obvykle v úkrytu pod kůrou, ve štěrbinách ve dřevě, pod ležícím dřevem atd. a aktivní jsou za soumraku a v noci, kdy mohou být přilákáni na umělé osvětlení.

## Ohrožení a ochrana
Jedná se o celoevropsky silně ohrožený druh, který je zákonem chráněný. V Červeném seznamu ohrožených druhů ČR je veden jako kriticky ohrožený. Vinou výsadby smrku na místech původního výskytu borovice a likvidování mrtvého dřeva tento druh ztrácí vhodná stanoviště pro vývoj larev. V Česku se vyskytuje pouze na Šumavě a v Novohradských horách, starší nálezy jsou hlášeny i z Beskyd.